# Дом купца Плотникова (Константиновск)
Дом купца Плотникова — дом в городе Константиновск Ростовской области. Построен в 1912 году, используется под магазины. Здание является памятником архитектуры в соответствии с приказом ГУ Областной инспекции от 31.12.2002 года № 124.
Адрес: 347250, Ростовская область, г. Константиновск, ул. Ленина, 28.

## История
Многие здания, построенные в XIX — начале XX века  в городе Константиновске Константиновского района Ростовской области построены в архитектурном стиле эклектика. Этот стиль предусматривает сочетание в одном сооружении конструктивных и декоративных форм рококо, барокко,  Ренессанса и модерна. Образцом дома, сооружённого в стиле эклектика стал двухэтажный кирпичный дом купца Плотникова, расположенный в городе на  перекрёстке улиц 25 Октября и Ленина. Этот торговый дом был построен в 1912 году на средства богатого купца Плотникова. Строился он с 1908 по 1912 год. В начале XX века здесь шла торговля тканями, текстильными изделиями, иконами и др. Купец нанимал приказчика, который должен был знать товар и уметь предложить покупателям нужную ткань. Порядки, установленные купцом были строгие. Приказчик работал под страхом увольнения, если он упускал 2-3 покупателей.
Внушительно выглядит здание снаружи, но изнутри оно выгладит не менее впечатляюще. В здании имеются большие по размерам и вместительности склады, находящиеся в подвальном помещении и намного превышающие по площади сам магазин.
В соответствии с приказом Главного управления Областной инспекции от 31.12.2002 года № 124 здание торгового дома купца Плотникова отнесено к памятникам архитектуры регионального значения.

## Описание
Двухэтажный кирпичный дом купца Плотникова в городе Константиновске построено в стиле эклектика. Здание имеет межэтажный карниз, семь полукруглых окон на втором этаже сделаны с сандриками и пилястрами. В верхней части здания выполнен аттик со слуховыми окнами. Первый этаж здания рустован и имеет большие витрины. В здание устроено два входа с фасада. Аналогично выполнена и фасадная часть дома, выходящая на улицу 25 октября.
В подвальном помещении дом имеет вместительные склады.